# Bandeira da República Socialista Soviética da Moldávia

Bandeira da República Socialista Soviética de Moldávia (1952-1990)

A Bandeira da República Socialista Soviética da Moldávia foi adotada pela RSS da Moldávia em 31 de janeiro de 1952. Foi substituída pela atual Bandeira da Moldávia em 27 de abril de 1990.
A bandeira anterior da  RSS da Moldávia foi estabelecida em 10 de fevereiro de 1941. Consistia em uma bandeira vermelha que levava no canto superior esquerdo caracteres em cirílico: PCCM (RSSM) em forma arqueada, um tipo de letra Serifada sobre a Foice e martelo na cor dourada.
A Bandeira da Transnístria esta baseada nesta bandeira.

Bandeira da República Socialista Soviética Autônoma de Moldávia (1938-1940)
Bandeira da República Socialista Soviética de Moldávia (1941-1952)

## Bibliográfia
V. Lomanţov "Drapelele Moldovei"